# عبد اللطيف جميل

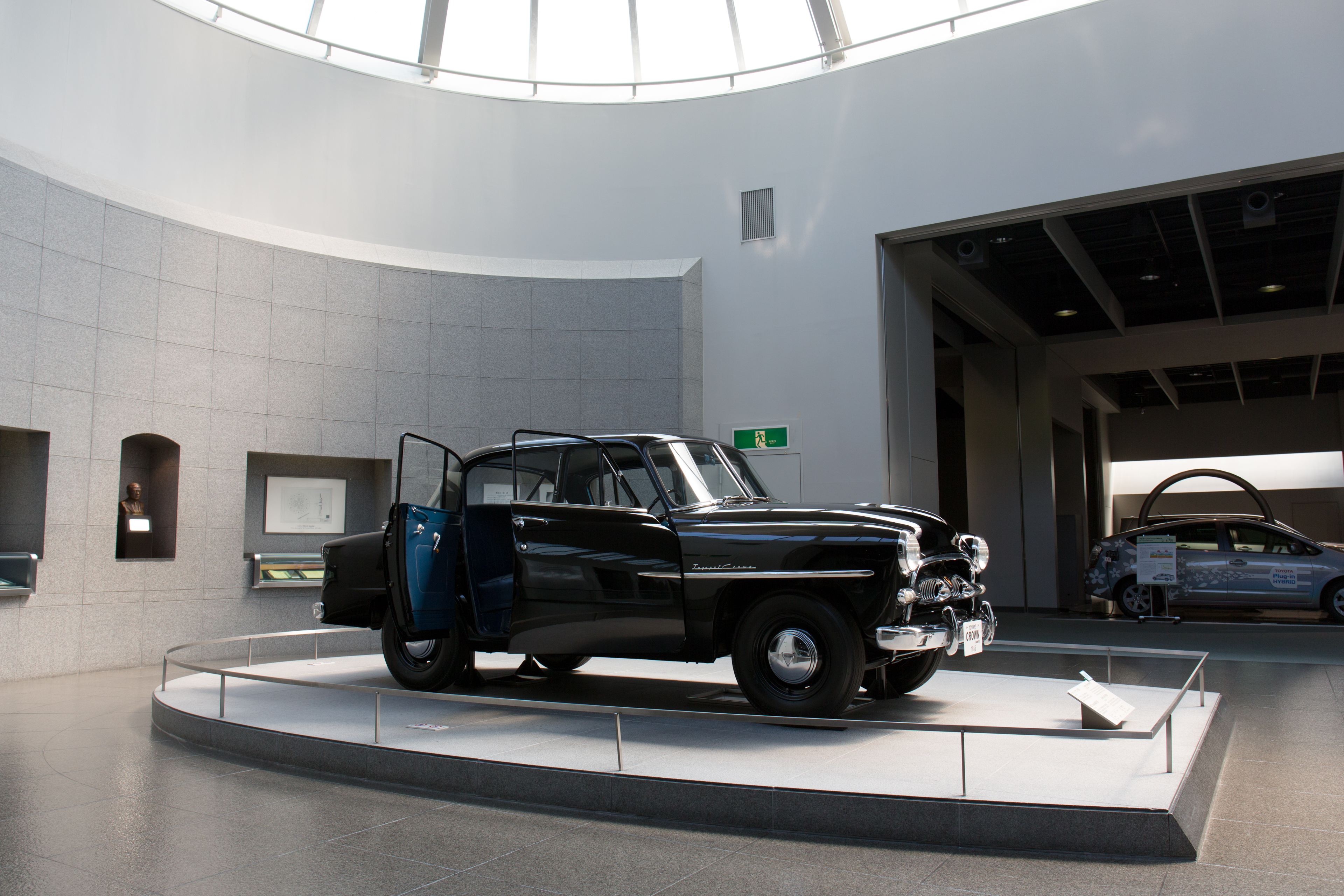
تويوتا من طراز كراون عام 1955، وهو ذات العام الذي أخذ جميل وكالة الشركة اليابانية في السعودية

عبد اللطيف جميل رجل أعمال سعودي (1909-1993) أسس واحدة من أكبر الشركات التجارية في العالم العربي، حيث تحتل مجموعة عبداللطيف جميل، المركز السابع ضمن قائمة مجلة فوربس الأمريكية لأقوى 100 شركة عائلية عربية لعام 2022، وتمتد أعمالها عبر 30 دولة، وتوظف أكثر من 11 ألف شخص.
وترك عبد اللطيف جميل ثروة بعد رحيله تجاوزت 11 مليار ريال، وأصبحت شركته أكبر وكيل لتويوتا في الشرق الأوسط، وتملك حصة كبيرة من شركة نفسها، كما نجح في الحصول على وكالات علامات عالمية شهيرة كـ"توشيبا" و"أكاي".

## البدايات
بدأ عبد اللطيف جميل عمله التجاري بشراء بضائع بسيطة في ميناء جدة الإسلامي من المزاد العلني مع صديقه عبد الله هاشم، والأخير ترك العمل في الميناء ليعمل في تسويق دراجات هوندا (لاحقاً أصبحاً وكيل الشركة اليابانية في السعودية).، وفي عام 1945 أسس عبداللطيف شركة صغيرة للبيع السيارات، وحقق قفزة نوعية في مسيرته، عام 1955، بعد نجاحه في الحصول على وكالة شركة تويوتا أصبح الموزع المعتمد للشركة في السعودية التي بدأت تشهد نمواً اقتصادياً كبيراً، بعد أن أدخل أول سيارة دفع رباعي من طراز "بي جي" من تويوتا.
يعد جميل أول من أسس مشروعاً تجارياً لقطع غيار السيارات في مكة المكرمة، ومع حصوله على وكالة تويوتا في السعودية، نجح في الحصول على عدة وكالات لشركات عالمية كـ"توشيبا".

## أسرته
عبد اللطيف، هو ابن حسين جميل محمد السعدي، وأشقاؤه عبد الله، وعبد العزيز الذي يعد من أحد مؤسسي نادي الاتحاد السعودي لكرة القدم والمعروف بـ"اتحاد جدة".
ويقود ابنه محمد عبد اللطيف جميل، مجموعة عبداللطيف جميل اليوم.